# Анучкин, Александр Викторович
Алекса́ндр Ви́кторович А́нучкин (20 июля 1976, Москва) — российский журналист, теле и радиоведущий, писатель, член Союза журналистов России.

## Биография
Родился 20 июля 1976 года в Москве в семье педагогов.
В 1993 году окончил московскую гимназию № 1505. Окончил Московский государственный педагогический университет в 1998 году.
С 12 лет работал в самых разных СМИ — начиная с «Пионерской зорьки» и заканчивая итоговыми аналитическими программами на центральных телеканалах. Занимал должности корреспондента и ведущего на радиостанциях «Смена» и «Голос России». Работал фотокорреспондентом, специальным корреспондентом и выпускающим редактором ряда газет, среди них — «Сегодня» (до июля 1997 года) и «Московская правда» (с июля по декабрь 1998 года).
На телевидении с 1997 года. Изначально работал на телеканале «ТВ Центр» корреспондентом Дирекции информационных программ, потом ушёл в Федеральное агентство новостей.
С 1998 по 1999 год работал корреспондентом в программе «Криминал» Службы правовых программ НТВ.
С 1999 по 2001 год являлся специальным корреспондентом программ «Новости» и «Время» (ОРТ). 27 августа 2000 года в прямых включениях в программе ОРТ «Время. Воскресный выпуск» рассказал подробности о пожаре на Останкинской телебашне. Неоднократно выезжал в командировки в зону боевых действий (КТО) в Чеченской республике.
В 2001 году переходит обратно на НТВ, где стал ведущим и корреспондентом программ «Криминал», «Чрезвычайное происшествие», «Чистосердечное признание», «Внимание, розыск!» (2001—2005).
С 2005 года являлся корреспондентом и ведущим программы «Спецрасследование» (производство телекомпании «Останкино», вещатель — «Первый канал»); с августа 2006 года был одним из авторов цикла журналистских расследований «В центре внимания» (ТВ Центр). С 2007 года вёл программы «Экстренный вызов 112» и «Главное» («Пятый канал»). Также являлся автором сценариев, продюсером и режиссёром-постановщиком документальных фильмов и цикловых программ, выходивших на разных телеканалах.
В апреле 2010 года Александр бросил телевидение и улетел в Турцию, где открыл русский ресторан «Бизон». О работе в турецком общепите он писал на сайте журнала Forbes. В августе 2010 года вернулся в Россию и возобновил работу в медийной сфере.
С 2011 по 2017 год Александр работал на «Пятом канале» в должности руководителя Дирекции информационно-аналитического вещания (ДИАВ). До марта 2011 также вёл программу «Сейчас», одновременно с этим возглавляя Службу выпуска ДИАВ.
С июня 2017 по ноябрь 2022 года — заместитель генерального директора и руководитель Северо-западного филиала мультимедийного информационного центра «Известия», отвечающего за производство новостей для одноимённой газеты и телекомпаний, входящих в «Национальную Медиа Группу» («РЕН ТВ», «Пятый канал» и «78»).
С апреля 2017 по ноябрь 2022 года — главный редактор Телеканала «78» (Санкт-Петербург).
С июля 2023 по сентябрь 2024 года — директор Факультета медиа университета «Синергия».
С июля 2024 года - на ВГТРК ("Радио России"), с ноября 2024 - ведущий еженедельной программы "Ржавчина" совместно с журналистом ВГТРК Ильёй Канавиным. 
Награждён медалью ордена «За заслуги перед Отечеством» 1 степени (2014).